# Matsya Purāṇa
Il Matsya Purāṇa (sanscrito: मत्स्यपुराण) è il primo Purāṇa nonché il più antico testo sacro della religione induista.

## Trama

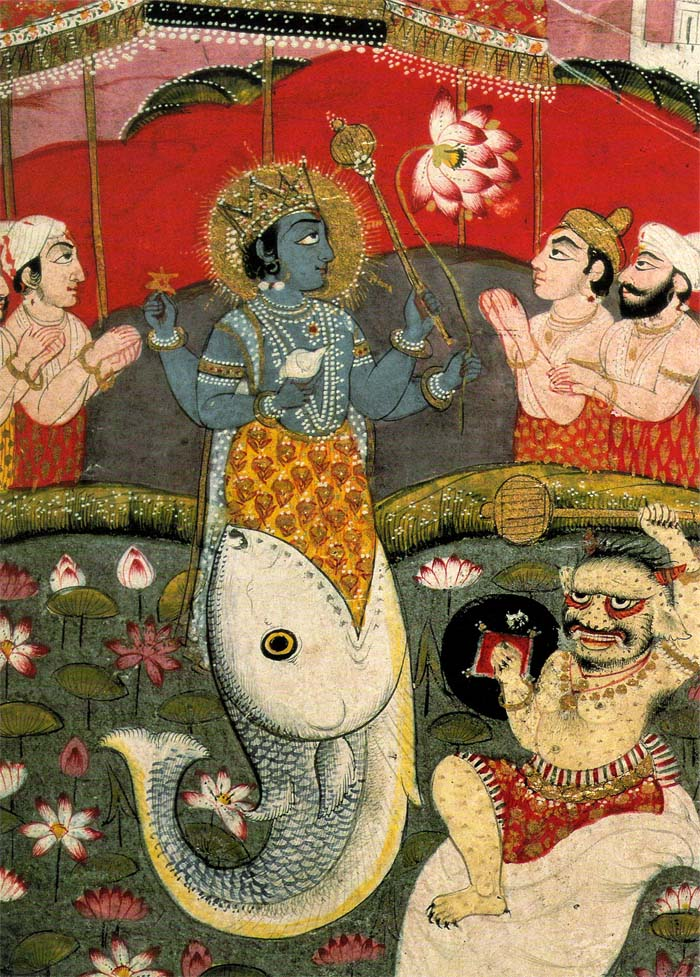
Matsya, prima incarnazione di Visnù; rappresentazione tratta da un testo devozionale.

Il testo narra la storia del primo avatar di Visnù, il pesce Matsya, incarnatosi sul finire del primo kalpa, quando il sonno di Brahmā causò la distruzione dell'universo (pralaya).

### Il diluvio
Mentre Brahmā dormiva, il demone Aja-Griva gli si avvicinò e rubò i Veda che uscivano dalla sua bocca. Vishnu, accortosene, si trasformò in pesce e comparendo di fronte al re Satyavrata, gli disse:

devastatrici emergerà un vascello che io medesimo condurrò, e che si fermerà innanzi a te: tu vi riporrai ogni sorta di piante e semi e una coppia di tutti gli animali, poi v'entrerai tu stesso. Quando il vento agiterà il vascello, appigliati al corno ch'io porto in capo, giacché io sarò presso a te, finché la notte di Brahma finisca»
Così avvenne e quando le acque del diluvio si ritirarono i Veda furono ritrovati nel cadavere del gigante Aya-Griva ucciso da Vishnu e dati a Satyavrata, che per gli uomini rinnovati divenne il settimo Manu o profeta legislatore, sotto il nome di Vaivasvata. Egli sarebbe ancora vivo e dirigerebbe il globo dall'alto dei cieli.